# Austrália nos Jogos Olímpicos de Verão de 1956
Austrália participou dos Jogos Olímpicos de Verão de 1956 em Melbourne, Austrália.